# بخش اوبوسون
بخش اوبوسون (به فرانسوی: Arrondissement d'Aubusson) یک بخش در فرانسه است که در کروز واقع شده‌است.